# جون صموئيل أوغستين
جون صموئيل أوغستين (بالألمانية: Johan Samuel Augustin)‏ هو عالم فلك ألماني، ولد في 31 مارس 1715، وتوفي في 26 أبريل 1785.